# Manuel Basulto Jiménez
 (juin 2017).
Si vous disposez d'ouvrages ou d'articles de référence ou si vous connaissez des sites web de qualité traitant du thème abordé ici, merci de compléter l'article en donnant les références utiles à sa vérifiabilité et en les liant à la section « Notes et références ».
Manuel Basulto Jiménez (17 mai 1869 à Adanero - 12 août 1936 à El Pozo del Tio Raimundo), était un évêque espagnol, qui fut tué par le Camp Républicain pendant la Guerre civile espagnole, lors des persécutions religieuses, avec cinq autres compagnons. Il est considéré comme Bienheureux par l'Église catholique. Fête le 12 août.

## Biographie
Manuel Basulto Jiménez est né le 17 mai 1869 à Adanero. Il s'oriente vers la prêtrise et reçoit son diplôme de droit après avoir fait ses études à Valladolid.
Après quelques activités pastorales, il est nommé évêque de Lugo en 1909, et entre en fonctions le 16 mai 1910, après sa consécration épiscopale dans l'église des Lazaristes de Madrid. À partir de 1920, il devient évêque de Jaen, fonction qu'il occupera jusqu'à sa mort.
Lors des persécutions religieuses durant la Guerre d'Espagne, il est arrêté par le Camp Républicain, puis fusillé par celui-ci le 12 août 1936, avec 5 autres compagnons, à El Pozo del Tio Raimundo.

## Béatification
Le Procès en Béatification de Manuel Basulto Jiménez et de ses 5 autres compagnons a été ouvert en 1994.
Le 21 juin 2010, la Congrégation pour la Cause des Saints a approuvé son martyre et le décret de béatification a été signé par le pape François le 2 mai 2013.
Manuel Basulto Jiménez a solennellement été béatifié le 13 octobre 2013 par le cardinal Angelo Amato, en compagnie de 521 autres Martyrs de la persécution espagnole.

## Fête
Le Bienheureux Manuel Basulto Jiménez et ses compagnons sont fêtés le 12 août.